# Cromatografia líquida micel·lar
La cromatografia líquida micel·lar (CLM, o també MLC) és una variant de la cromatografia líquida d'alta resolució (HPLC) de fase inversa, que utilitza dissolucions micel·lars aquoses com a fases mòbils.

## Dissolucions micel.lars
Les dissolucions micel·lars contenen un tensioactiu en una concentració superior a la concentració micel·lar crítica (CMC). Sota aquestes condicions, les cadenes hidròfobes dels monòmers de tensioactius s'associen per a aïllar-se de l'aigua, mentre que els caps polars s'orienten cap a la superfície, formant una estructura pseudoesfèrica: la micel.la de fase normal. Les micel.les contenen aproximadament el mateix número de monòmers, de forma que al augmentar la concentració de tensioactiu, es produeix un increment del número de micel.les (enlloc de formar micel.les més grans). La concentració de monòmer lliure es manté aproximadament igual a la CMC.

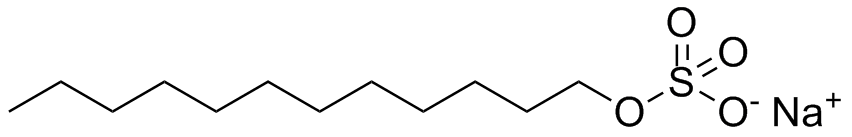
Fórmula desenvolupada del SDS.

Els tensioactius més utilitzats en MLC i les segues principals característiques es mostren a la taula següent.
|                                             | Dodecilsulfat de sodi (SDS)         | Bromur de cetiltrimetil amoni (CTAB) | Brij-35 | Triton X-100 |
| ------------------------------------------- | ----------------------------------- | ------------------------------------ | ------- | ------------ |
| Càrrega                                     | Anionic                             | Catiònic                             | Neutre  | Neutre       |
| Fórmula                                     | {\displaystyle {\ce {C12H25SO4Na}}} | {\displaystyle {\ce {C19H42NHBr}}}   |         |              |
| Concentració micel.lar crítica (mM)         | 8.1                                 | 0.83                                 | 0.06    | 0.3          |
| Número d'aggregació (monòmers per micel.la) | 62                                  | 90                                   | 41      | 140          |
| Punt de Krafft (°C)                         | 16                                  | 26                                   | ----    | ---          |
| Cloudy point en una solució al 1–6% (°C)    | ---                                 | ---                                  | 100     | 64           |

## Mecanisme de retenció
El mecanisme de retenció és molt estable i reproduïble, per la qual cosa és possible la modelització del factor de retenció en funció de la composició de la fase mòbil (concentració de tensioactiu, dissolvent orgànic i pH). Existeixen nombroses equacions que relacionen aquestos paràmetres. La més utilitzada (a pH constant) és: 
{\displaystyle logk=c0+c1*T+c2*DO+c12*T*DO}
on T és la concentració de tensioactiu i DO la de dissolvent orgànic. Aquesta equació és vàlida per a soluts moderadament hidròfobs.